# Marija Wladimirowna Besobrasowa

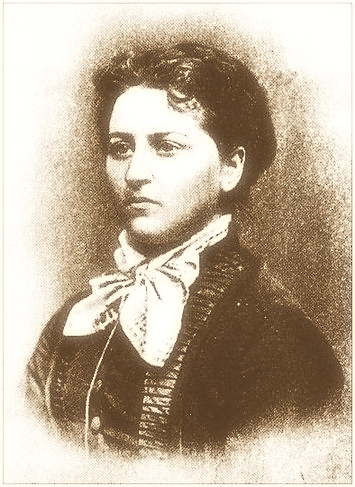
Marija Wladimirowna Besobrasowa

Marija Wladimirowna Besobrasowa (russisch Мария Владимировна Безобразова; * 29. Maijul. / 10. Juni 1857greg. in St. Petersburg; † 2. Septemberjul. / 15. September 1914greg. in Moskau) war eine russische Philosophin.

## Kindheit und Ausbildung
Besobrasowas Eltern waren der Ökonom Wladimir Besobrasow und die entfernt mit Alexander Puschkin verwandte Schriftstellerin Jelisaweta Besobrasowa geborene Maslowa, die für englische, französische und Schweizer Zeitschriften literarische und journalistische Artikel in den jeweiligen Sprachen schrieb und das Drama Boris Godunow von Alexander Puschkin ins Italienische übersetzte.
Von Kindheit an litt Besobrasowa an einer zunehmenden Hörbehinderung. Da der Vater höhere Bildung für Frauen für unsinnig hielt, kam sie mit 10 Jahren nicht auf ein Gymnasium, sondern in das deutsche Mese-Mädchenpensionat, wo sie sich dann selbständig weiterbilden musste. Nach dem Pensionatsabschluss erlernte sie die alten Sprachen und Mathematik gemäß dem Jungengymnasium-Lehrplan und bestand dann am Jungengymnasium glänzend die Hauslehrerin-Prüfung.
Um sich auf ein Universitätsstudium in Zürich vorzubereiten, studierte Besobrasowa in den St. Petersburger Höheren Wladimir-Kursen für Frauen. Der Vater stimmte dem Besuch von Pädagogik-Kursen zu, sofern sie hinterher nicht als Lehrerin arbeitete, und machte sie zu seiner persönlichen gelehrten Sekretärin. Nach dem Abschluss in den Pädagogik-Kursen 1876 wurde ihr eine Stelle an einem Progymnasium angeboten, aber sie blieb bei ihrem Vater und arbeitete erst 1880–1883 als Fremdsprachen-Lehrerin am Mädchengymnasium in Wjasma. Sie unterrichtete 1883–1884 Geographie, Geschichte und Naturwissenschaft am Fünfklassen-Progymnasium für Mädchen in Schisdra, das sie auch leitete.

## Philosophische Tätigkeit
Im Oktober 1884 berichtete Besobrasowa in einem Brief aus Schisdra dem Professor für Geschichte der Kaiserlichen Universität Moskau Wladimir Guerrier, dass sie den ganzen Sommer in Bern verbracht habe und mit Professoren der Philosophischen Fakultät der Universität Bern bekannt geworden sei. Sie  ging 1887 nach Leipzig, um an der Universität Leipzig Philosophie-Vorlesungen zu hören, und veröffentlichte ihre Arbeit Über Plotin’s Glückseligkeitslehre. Im Januar 1888 hielt sie im überfüllten Großen Saal des Moskauer Polytechnischen Museums einen öffentlichen Vortrag über die Philosophie Kants, worauf die Tageszeitung Russkije wedomosti sogleich über diesen ersten Vortrag einer Frau über Philosophie ausführlich berichtete. Darauf hörte sie zwei Semester lang Philosophie-Vorlesungen an der Universität Zürich, An der Universität Bern verteidigte sie 1891 als erste Frau aus Russland ihre Dissertation über die Geschichte der russischen Philosophie anhand altrussischer Handschriften in den Bibliotheken von St. Petersburg, Moskau und Kiew, darunter auch Nil Sorskis Klostersatzung und Texte des Exarchen Joan, mit Erfolg für die Promotion zur Doktorin der Philosophie.
Beim Bildungsministerium beantragte Besobrasowa die Zulassung zur russischen Philosophie-Magister-Prüfung. Sie wurde zugelassen, bestand aber nicht die Prüfung infolge gesundheitlicher Probleme während der Vorbereitung. Auch der zweite Versuch war erfolglos, weil sie Fragen zur philosophischen Logik nicht beantworten konnte. Sie setzte ihre literarische Arbeit fort und hielt Vorträge in vielen Städten Russlands.
Besobrasowa beteiligte sich 1895 an der Organisation der ersten Russischen Frauengesellschaft für Gegenseitige Hilfe mit etwa 800 Mitgliedern. Es wurde für Notunterkünfte gesorgt, ein Beschäftigungsbüro wurde gegründet sowie eine Kasse für gegenseitige Hilfe, Literatur- und Musikkreise entstanden, und eine nach Nadeschda Stassowa benannte Bibliothek mit Leseraum wurde gegründet. Besobrasowa leitete den Kreis für Hauslesungen, in dem sie 1897–1898 Wladimir Solowjows Buch über Alexander Puschkin vorstellte und diskutieren ließ. Den ersten Allrussischen Frauenkongress organisierte die Gesellschaft 1908 in Moskau.
Auch beteiligte sich Besobrasowa 1897 an der Gründung der Philosophischen Gesellschaft an der Universität St. Petersburg. Sie organisierte 1899 den Ethischen Kreis und 1910 die Ethische Gesellschaft. Allerdings wurde sie von Wissenschaftlern (und auch von ihrem Vater) nicht anerkannt und diskriminiert, da die Arbeit als Philosoph als unweiblich galt. Viele ihrer Schriften veröffentlichte sie auf eigene Kosten. Manche Manuskripte gingen in Redaktionen verloren.

## Familie und Tod
Der Historiker Pawel Besobrasow und der Staatsbankbeamte Dmitri Besobrasow waren jüngere Brüder Besobrasowas.
Besobrasowa starb am 15. September 1914 während eines Urlaubs auf einer Datsche bei Moskau und wurde auf dem Friedhof des Nowodewitschi-Klosters begraben. Ein Monat vor ihrem Tod würdigte sie Wassili Rosanow in einem Artikel in der Nowoje wremja und verglich sie mit Sofja Kowalewskaja.

## Rezeption
Nach der Oktoberrevolution geriet Besobrasowa in Vergessenheit. Erst nach dem Ende der Sowjetzeit erwachte ein Interesse an ihrer Persönlichkeit.